# Lankau
El Lankau és un petit afluent de l'Alster a l'Estat de Slesvig-Holstein a Alemanya. Neix al mig de l'aiguamoll i torbera alta de la reserva natural del Nienwohlder Moor que es troba a cavall dels municipis d'Itzstedt i Nienwohld on fa de frontera entre els districtes de Segeberg i de Stormarn. El riu no té cap font ben bé definida, però es constitueix de tota una sèrie de rierols-fonts que desguassen l'aiguamoll.
Fotos damunt cap a avall

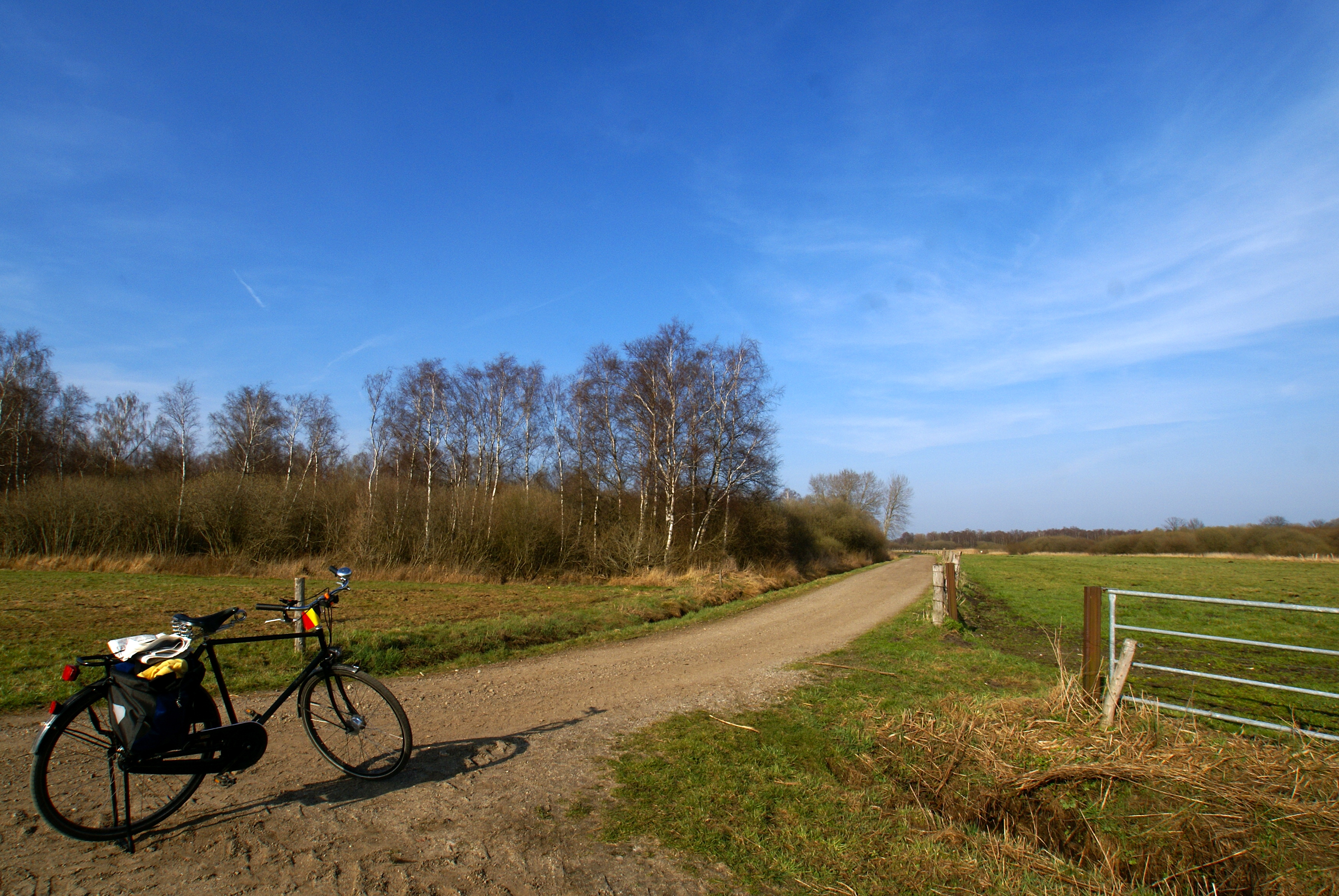
Uns rierols-fonts del Lankau al Nienwohlder Moor
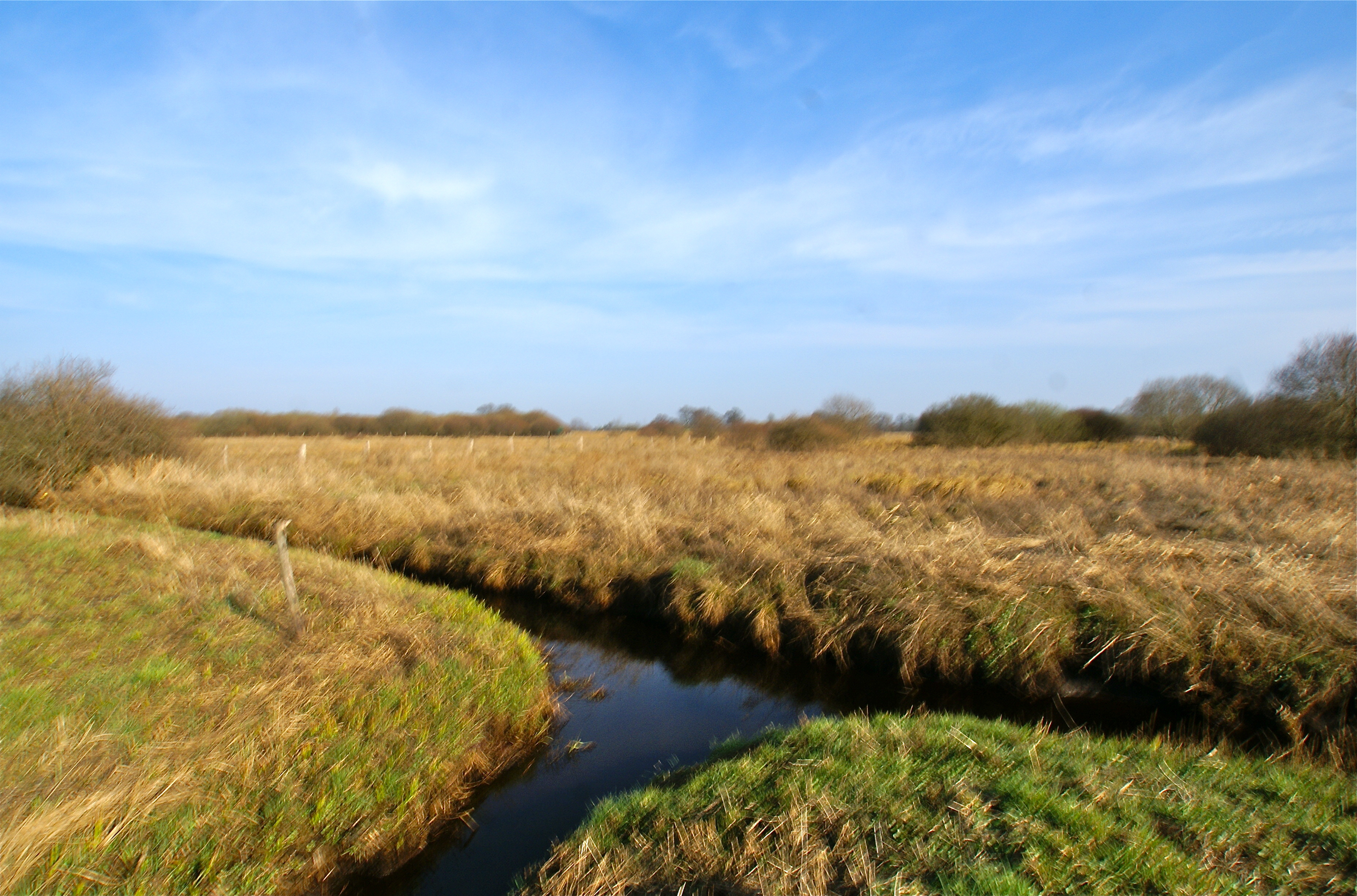
El riu Lankau al Nienwohlder Moor
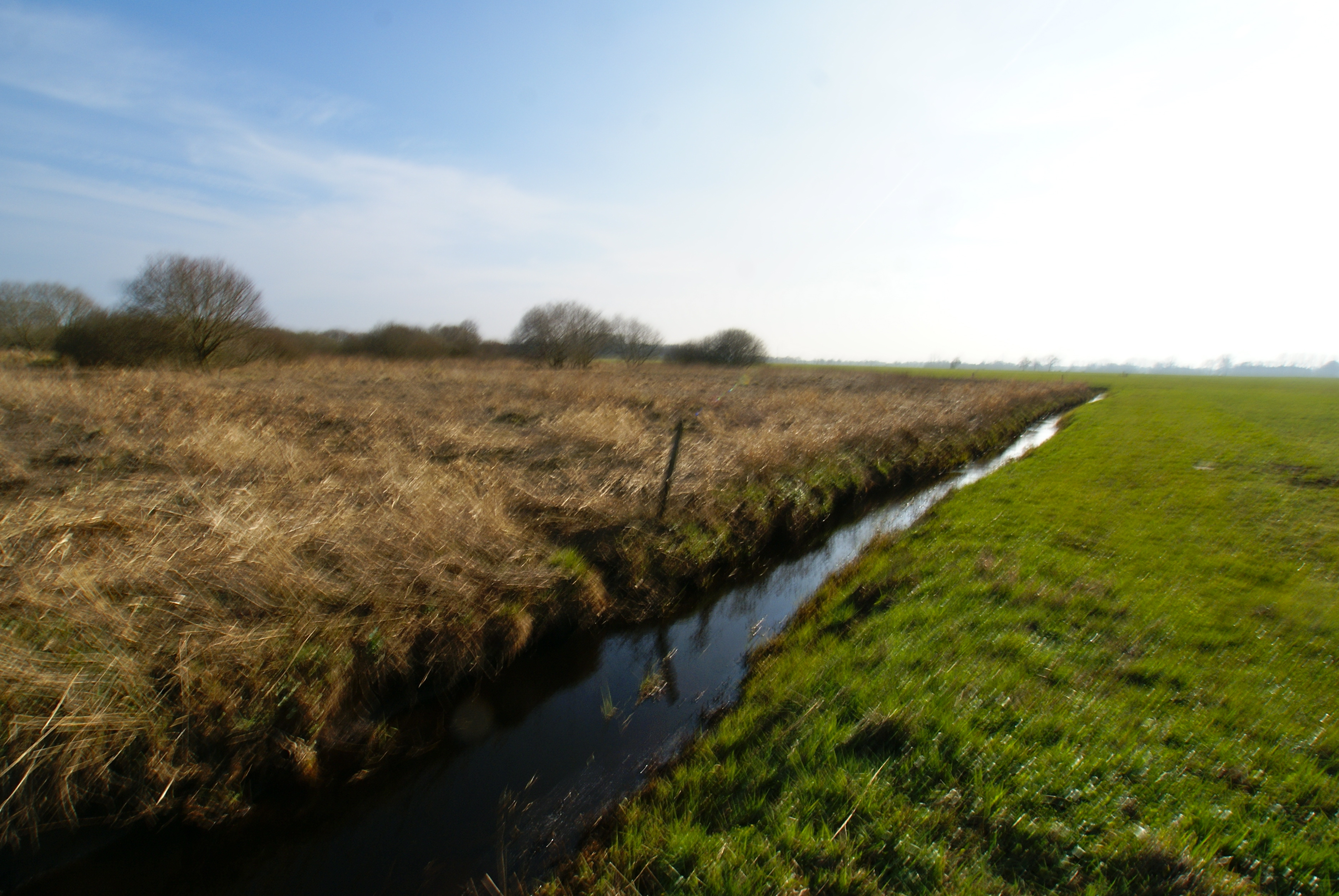
Al Nienwohlder Moor
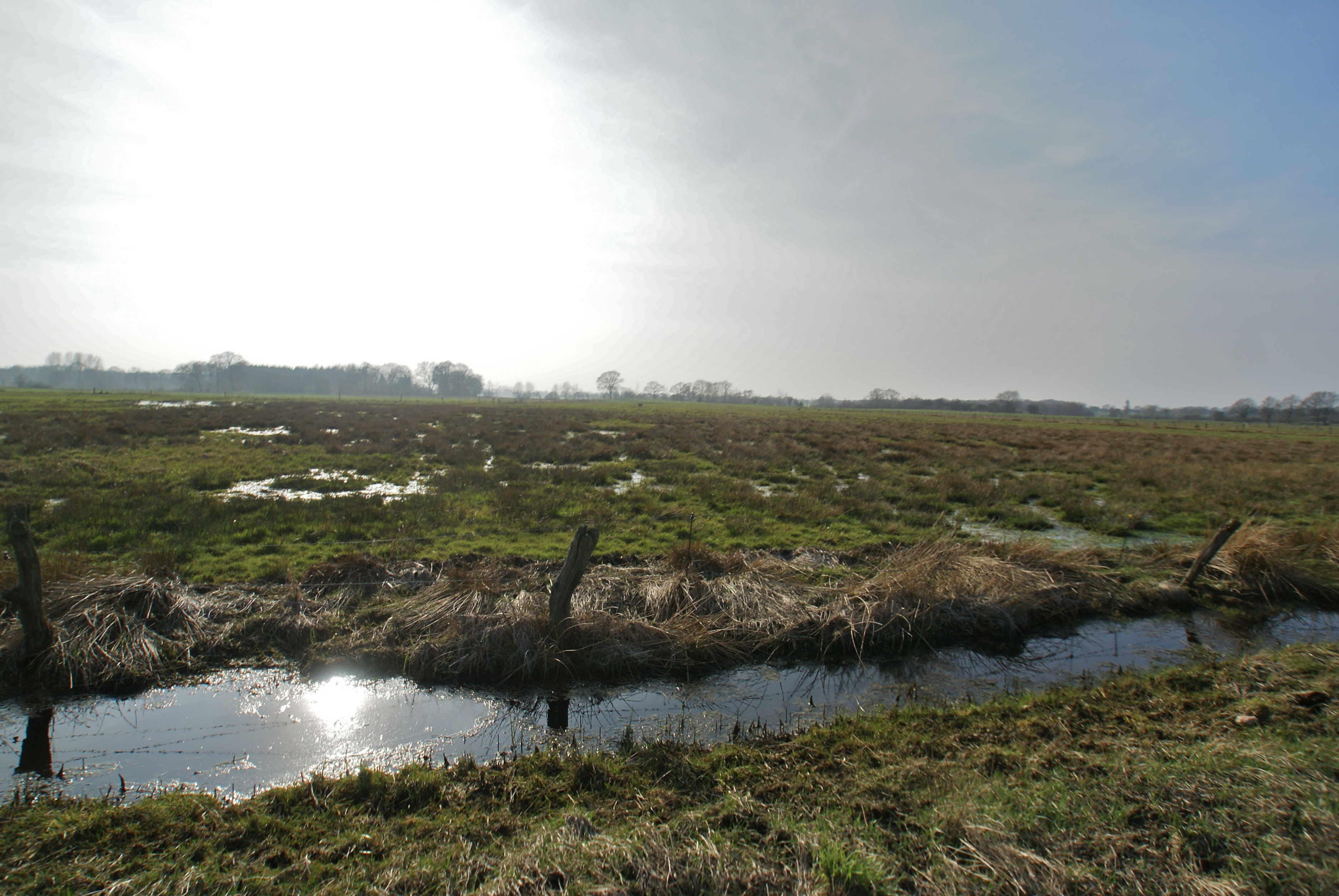
Un riu font del riu Lankau i el Nienwohlder Moor
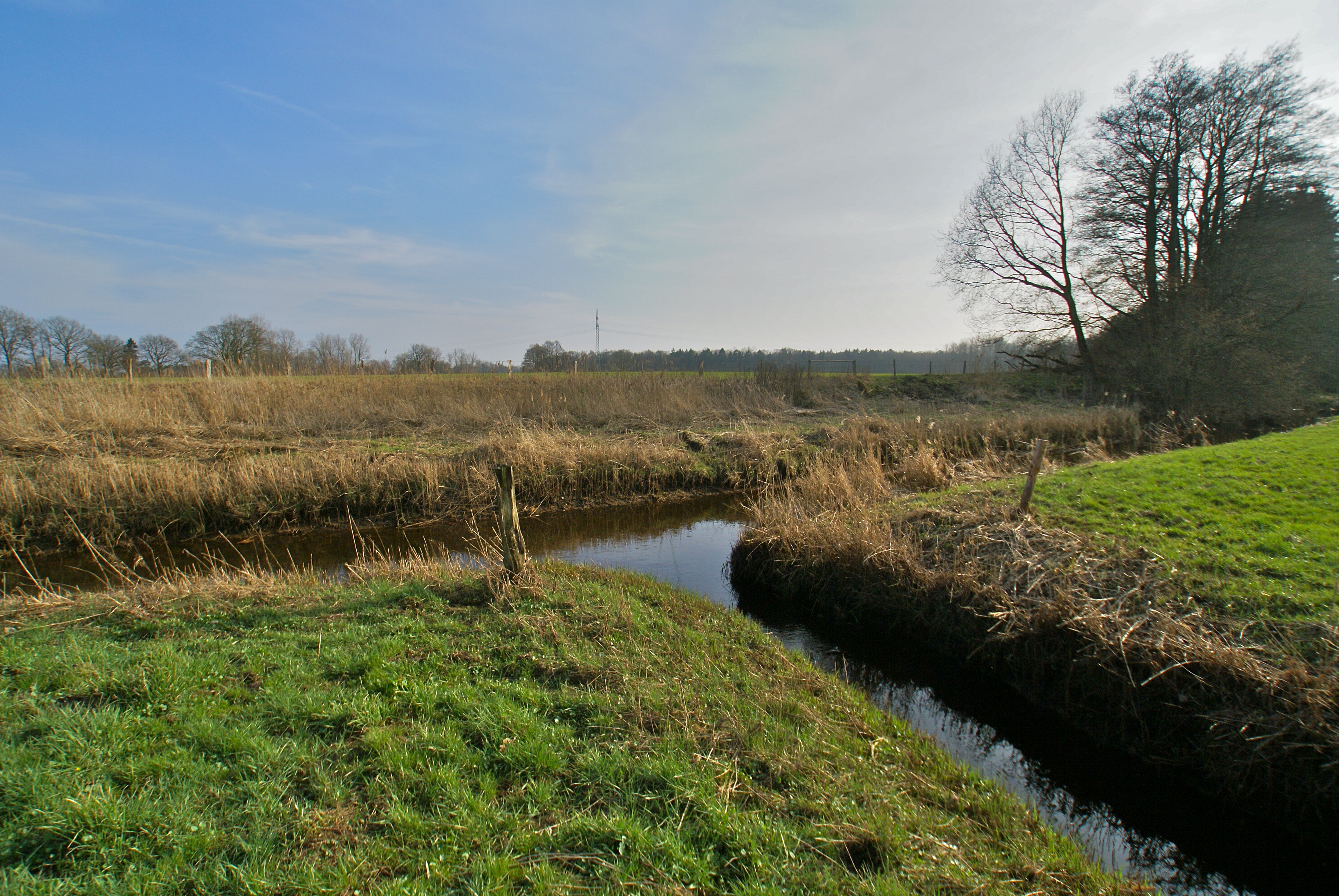
Aiguabarreig del Lankau (primer pla) i de l'Alster